# SYSTEM.INI
SYSTEM.INI，在微軟Windows 3.x中，用於儲存硬體配置的必備資訊，以便在視窗作業系統環境中執行初始化檔案。SYSTEM.INI在Windows 9x、Windows NT及之後版本，已經被登錄檔資料庫所取代 。